# Stacy Keach
Stacy Keach, właśc. Walter Stacy Keach Jr. (ur. 2 czerwca 1941 w Savannah) – amerykański aktor, reżyser, scenarzysta, producent filmowy i telewizyjny, kompozytor; znany jako narrator stacji PBS i Discovery.
W 2019 otrzymał własną gwiazdę w Alei Gwiazd w Los Angeles znajdującą się przy 1628 Hollywood Boulevard.

## Życiorys

### Wczesne lata
Urodził się jako starszy syn Mary Cain Keach (z domu Peckham) i  Waltera Stacy’ego Keacha Sr. (zm. 13 lutego 2003 na niewydolność serca), wykładowcy teatru w Armstrong Junior College, aktora i reżysera. Dorastał wraz z młodszym bratem Jamesem (ur. 7 grudnia 1947), który również został aktorem, reżyserem i producentem filmowym i ożenił się z aktorką Jane Seymour.
W czerwcu 1959 ukończył szkołę średnią Van Nuys High School. W 1963 uzyskał licencjat na wydziale języka angielskiego i dramatu Uniwersytetu Kalifornijskiego w Berkeley. Studiował także na Uniwersytecie Yale i jako stypendysta Fulbrighta w London Academy of Music and Dramatic Art.

### Kariera
Występował na off-Broadwayu w sztukach: MacBird! w Village Gate (1966) w tytułowej roli Lyndona Johnsona (współczesnego odpowiednika Makbeta), Miłośnicy czarnuchów (The Niggerlovers, 1967) George’a Tabori z debiutującym Morganem Freemanem oraz na Broadwayu w przedstawieniu Indianie (Indians, 1969) jako Buffalo Bill. Wystąpił także na deskach awangardowego teatru muzycznego w spektaklu Naga kartka kazania (The Nude Paper Sermon), zrealizowanym przez Nonesuch Records. Zdobył wiele nagród, w tym nagrodę Obie, Drama Desk Award i Vernon Rice Award. Zagrał tytułową rolę w przedstawieniach szekspirowskich – Król Lear (2006) w Goodman Theater w Chicago oraz trzech osobnych produkcjach Hamleta.
Swoją ekranową przygodę rozpoczął od gościnnego udziału w serialu ABC Kawalkada Ameryki (Cavalcade of America, 1953, 1955). Rola boksera Tully’ego w dramacie sportowym Johna Hustona Zachłanne miasto (Fat City, 1972) przyniosła mu nagrodę krytyków Kansas City w stanie Kansas. W biblijnym miniserialu Franco Zeffirelliego Jezus z Nazaretu (Jesus of Nazareth, 1977) wystąpił w roli Barabasza. Sławę międzynarodową zawdzięcza kreacji prywatnego detektywa Mike’a Hammera w serialu CBS Mike Hammer (1984–1987 i 1997–1998), za którą w 1985 roku zdobył nominację do nagrody Złotego Globu. Za postać Ernesta Hemingwaya w biograficznym miniserialu ZDF Hemingway (1988) został uhonorowany nagrodą Złotego Globu i nominowany do nagrody Emmy.
Był narratorem słuchowiska radiowego Strefa mroku (The Twilight Zone). W filmie akcji When Eagles Strike (aka Operation Balikatan, 2003) pojawił się jako generał Thurmond, dowodzący grupą amerykańskich komandosów, których zadanie polega na odbiciu więzionych polityków. W serialu Fox Skazany na śmierć (Prison Break, 2005–2007) wystąpił jako Henry Pope, naczelnik więzienia Fox River. Rolę więziennego naczelnika, tym razem okrutnego i bezwzględnego, powtórzył w telewizyjnym filmie z 2008 Krwawy ring (Ring of Death), w którym wystąpił u boku Johnny’ego Messnera.

## Życie prywatne
Był 4 razy żonaty: z Kathryn Baker (od 5 września 1964 do ?), Marilyn Aiken (od 1975 do 5 września 1979) i modelką Jill Donahue (od 31 maja 1981 do 1986). Spotykał się także z piosenkarką Judy Collins. W dniu 22 czerwca 1986 poślubił Małgorzatę Tomassi, z którą ma dwoje dzieci: syna Shannona i córkę Karolinę. Kupił żonie willę pod Warszawą, w której przebywają w czasie wakacji i świąt.
W 2015 otrzymał polskie obywatelstwo.

## Filmografia

### Filmy fabularne
- 1968: Serce to samotny myśliwy (The Heart Is a Lonely Hunter) jako Blount
- 1972: Zachłanne miasto (Fat City) jako Tully
- 1972: Sędzia z Teksasu (The Life and Times of Judge Roy Bean) jako Zły Bob „Albinos”
- 1972: Nowi centurionowie (The New Centurions) jako Roy Fehler
- 1973: Taka była Oklahoma (Oklahoma Crude)
- 1973: Luter (Luther) jako Marcin Luter
- 1975: Honor pułku (Conduct Unbecoming) jako kapitan Harper
- 1977: Pojedynek (The Duellists) jako narrator
- 1978: Up in Smoke jako sierżant Stadenko
- 1978: Dwie samotności (Two Solitudes) jako Huntley McQueen
- 1978: Tragedia Neptuna (Gray Lady Down) jako Kapitan Bennett
- 1978: Siły zbrojne (Il Grande attacco) jako Major Mannfred Roland
- 1980: Straceńcy (The Long Riders) jako Frank James
- 1981: Gry na drodze (Roadgames) jako Pat Quid
- 1981: Przyjemnych snów (Nice dreams) jako sierżant Stadenko
- 1982: Motylek (Butterfly) jako Jess Tyler
- 1982: Sezon mistrzów (That Championship Season) jako James Daley
- 1990: Klasa 1999 (Class of 1999) jako dr Bob Forrest
- 1991: Milena jako Jesenski
- 1993: Bar Zachodzącego Słońca (Sunset Grill) jako Harrison Shelgrove
- 1993: Batman: Maska Batmana (Batman: Mask of the Phantasm) jako Carl Beaumont (głos)
- 1996: Ucieczka z Los Angeles (Escape from L.A.) jako komandor Malloy
- 1998: Więzień nienawiści (American History X) jako Cameron Alexander
- 1999: Lęk skrada się w milczeniu (Fear Runs Silent) jako pan Hill
- 2003: When Eagles Strike jako generał Thurmond
- 2004: El Padrino jako gubernator Lancaster
- 2005: Trzymaj się z daleka (Keep Your Distance) jako Brooks Voight
- 2012: Dziedzictwo Bourne’a jako Turso
- 2013: Nebraska jako Ed Pegram
- 2013: Samoloty jako Skipper Riley (głos)
- 2014: Zostań, jeśli kochasz jako dziadek
- 2014: Samoloty 2 jako Skipper Riley (głos)
- 2014: Sin City 2: Damulka warta grzechu jako Alarich „Kraut” Wallenquist
- 2016: Gold jako Clive Coleman
- 2018: Gotti jako Neil Dellacroce

### Filmy dokumentalne
- 2017: Habit i zbroja jako narrator

### Filmy telewizyjne
- 1968: Makbet (Macbeth) jako Banquo
- 1975: James Dean: Pierwszy amerykański nastolatek (James Dean: The First American Teenager) jako narrator (głos)
- 1976: Dynastia (Dynasty) jako Matt Blackwood
- 1980: Pogłoska o wojnie (A Rumor of War) jako Major Ball
- 1983: Zabij mnie, zabij siebie (Murder Me, Murder You) jako Mike Hammer
- 1983: Księżniczka Daisy (Princess Daisy) jako Książę Stash Valensky
- 1986: Komandosi Hollywood (The Return of Mickey Spillane’s Mike Hammer) jako Mike Hammer
- 1989: Śmierć przed kamerą (Mike Hammer: Murder Takes All) jako Mike Hammer
- 1991: Misja rekina (Mission of the Shark: The Saga of the U.S.S. Indianapolis) jako Kapitan Charles Butler McVay
- 1993: Nie do pokonania (Irresistible Force) jako Harris Stone
- 1993: Worek na zwłoki (Body Bags) jako Richard Coberts
- 1995: Młody Ivanhoe (Young Ivanhoe) jako Pembrooke
- 2002: Świąteczna pułapka (The Santa Trap) jako Max Hurst
- 2003: Wyścig z żywiołem (Frozen Impact) jako Pete Crane
- 2006: Ptasia grypa w Ameryce (Fatal Contact: Bird Flu in America) jako Sekretarz Collin Reed
- 2008: Krwawy ring (Ring of Death) jako Warden Golan
- 2009: Bokser (The Boxer) jako Joe Miller

### Seriale telewizyjne
- 1961: Maverick jako Marshall
- 1976: Rodzina (Family) jako Ross Wheeler
- 1977: Jezus z Nazaretu (Jesus of Nazareth) jako Barabasz
- 1978: Saturday Night Live jako mężczyzna w 'Cold As Ice'
- 1981: Flamingo Road jako Senator Potter
- 1982: W imię honoru (The Blue and the Gray) jako Jonas Steele
- 1984: Córka Mistrala (Mistral’s Daughter) jako Julien Mistral
- 1984–1987: Mike Hammer jako Mike Hammer
- 1988: Hemingway jako Ernest Hemingway
- 1995: Dotyk anioła (Touched by an Angel) jako Ty Duncan
- 1997–1998: Mike Hammer: Prywatny detektyw (Mike Hammer, Private Eye) jako Mike Hammer
- 2000: Po tamtej stronie (Outer Limits) jako Cord van Owen
- 2000–2002: Tragikomiczne wypadki z życia Titusa jako Ken Titus
- 2001: Simpsonowie (The Simpsons) jako Howard Duff (głos)
- 2002: Co nowego u Scooby’ego? (What’s New Scooby Doo?) jako Major
- 2003: Simpsonowie (The Simpsons) jako Howard Duff (głos)
- 2003: Dotyk anioła (Touched by an Angel) jako Maury Hoover
- 2005: Para nie do pary (Will & Grace) jako Wendell Schacter
- 2005: Co nowego u Scooby’ego? (What’s New Scooby Doo?) jako Harold Lind (głos)
- 2005–2007: Skazany na śmierć (Prison Break) jako Warden Henry Pope
- 2006: Simpsonowie (The Simpsons) jako H.K. Duff VIII (głos)
- 2007: Ostry dyżur (ER) jako Mike Gates
- 2010: Dwóch i pół jako Tom, ojciec Chelsea
- 2011: Lights Out jako „Pops” Leary
- 2011: Znudzony na śmierć jako Bergeron
- 2011: Bujdy na resorach jako Szyper (głos)
- 2012: Rockefeller Plaza 30 w roli samego siebie
- 2012–2013: The Neighbors jako Dominick Weaver
- 2013: Sean Saves the World jako Lee Thompson
- 2013: 1600 Penn jako senator Frohm Thoroughgood
- 2013: Jeden gniewny Charlie jako Ray
- 2013: Brooklyn 9-9 jako Jimmy Brogan
- 2014: Prawo i porządek: sekcja specjalna jako Orion Bauer
- 2014: Enlisted jako Patrick
- 2014: Byli jako Bill Drake
- 2015: Rozpalić Cleveland jako Alex
- 2015, 2017–2019: Agenci NCIS: Nowy Orlean jako Cassius Pride
- 2016: Crowded jako Bob Moore
- 2016: Pogadanki Blunta jako Arthur Bronson
- 2016: Ray Donovan jako Marty „Teksańczyk” Swanbeck
- 2016–: Zaprzysiężeni jako arcybiskup Kevin Kearns
- 2017–2020: Tata ma plan jako Joe Burns
- 2019, 2021: Czarna lista jako Robert Vesco